# 抗精神藥物惡性症候群
抗精神藥物惡性症候群（Neuroleptic malignant syndrome，NMS）是服用神經安定劑（neuroleptic）或抗精神病药物（antipsychotic）后可能发生的一种危及生命的反应。症状包括高烧、意识模糊、肌肉僵硬、血压波动、出汗和心率过快。并发症可能包括横纹肌溶解症、高鉀血症、腎功能衰竭或癲癇發作 。
任何抗精神病药物都可能致病，但典型抗精神病藥物似乎比非典型药物的风险更高。通常在服药后数周内发病，但在用藥後的任何时間皆可能发病 。危险因子包括脱水、激躁和紧张症。快速减少左旋多巴的使用量也可能誘發这個問題。可能的致病機轉與阻断多巴胺受體有關。依症状诊断。
治疗包括停用引起症状的药物、快速降温並使用其他药物。所用药物包括單挫林、溴隱亭和地西泮。發病患者的死亡率约为 10%。需要快速诊断和治疗以改善預後。许多人最终能用较低剂量的抗精神病药物再开始治疗 。
截至 2011 年，在精神病院接受神经安定藥治疗的患者中，每年每 100,000 人中约有 15 人（0.015％）發生抗精神藥物惡性症候群。 20 世纪後半，發生率增加了 100 多倍到约 2%（每 100,000 人中有 2,000 人）。男性比女性的發病率更高。此病症在 1956 年首次於文獻上描述。